# Flannery O'Connor
Mary Flannery O’Connor (Savannah (Georgia), 25 maart 1925 – Baldwin County (Georgia), 3 augustus 1964) was een Amerikaanse schrijfster van korte verhalen en romans. 
Haar verhalen worden veelal bevolkt door karakters van twijfelachtige moraal en spelen zich meestal af in het zuiden van Amerika. Ze weet op een subtiele manier de negatieve kanten van de samenleving in het zuiden te belichten door op een impliciete wijze bijvoorbeeld raciale kwesties en de Southern Myth aan te stippen. Ondanks deze kritiek heeft O’Connor zichzelf altijd als een echte southerner beschouwd, die als ze enige tijd in het noorden van Amerika moest verblijven zich doodongelukkig voelde.
Veel van haar verhalen eindigen op een sterk verontrustende of zelfs gewelddadige manier; vaak met een ironische ondertoon. Het idee hierachter is dat, volgens O’Connor, de mens alleen tot inzicht kan komen door op een harde manier met de neus op de feiten te worden gedrukt. Haar talent om het tragische met het komische te verbinden is alom geprezen, en haar bekendste verhalen zoals A Good Man is Hard to Find en Good Country People worden dan ook beschouwd als hoogtepunten in het Amerikaanse korteverhalengenre.
Hoewel ze in het overwegend Protestantse zuiden woonde is ze tot haar dood een vrome katholiek gebleven. Ze stierf op 39-jarige leeftijd aan lupus. Ook haar vader leed aan deze erfelijke ziekte; hij overleed hieraan toen Flannery 16 jaar oud was.